# Xapovàlovka
Xapovàlovka (en rus: Шаповаловка) és un poble del krai de Khabàrovsk, a l'Extrem Orient de Rússia. El 2012 tenia 12 habitants. Pertany al districte rural de Lazó.